# Leptacis duponti
Leptacis duponti (лат.) — вид платигастроидных наездников из семейства Platygastridae. Юго-Восточная Азия: Индонезия (Сула, Манголе). Название происходит от французского имени одного из детективных персонажей-близнецов Томпсонов в комиксах Приключения Тинтина (эти двое всегда путали друг друга; см. также Leptacis dupondi и Scelio dupondi).

## Описание
Мелкие перепончатокрылые насекомые (длина 0,7 мм). Отличаются следующими признаками: затылочный киль отсутствует; нотаули развиты на большей части длины; длина переднего крыла в 4,0 раза больше ширины, с краевыми ресничками в 0,6 раза больше ширины крыла; метасома в 1,2 раза длиннее головы и мезосомы вместе взятых. Основная окраска коричневато-чёрная и жёлтая: тело чёрное, антенномеры А1-А6 и ноги светло-коричневато-желтые; проподеум и первый тергит Т1 коричневый. Усики 10-члениковые. Внешне похож на L. dupondi. Характерен очень узкими крыльями и брюшком: затылочный бугорок с более острыми краями, щитковый шип меньше, переднее крыло уже, метасома относительно длиннее, Т6 на вершине более округлый у L. duponti, чем у L. dupondi. Вид был впервые описан в 2008 году датским энтомологом Петером Булем (Peter Neerup Buhl, Дания).